# Muscle dentelé postérieur et inférieur
Le muscle dentelé postérieur et inférieur (ou muscle petit dentelé postérieur et inférieur) est un muscle pair, plat et profond, situé à la partie inférieure du dos, qui permet d'abaisser les côtes et qui joue donc un rôle dans l'expiration.

## Description
Le muscle dentelé postérieur et inférieur est un muscle hypaxial du dos.
Il forme un muscle plat et quadrilatère.

## Origine
Le muscle dentelé postérieur et inférieur nait des processus épineux des deux dernières vertèbres thoraciques et des trois premières vertèbres lombaires.

## Trajet
Le muscle dentelé postérieur et inférieur se dirige en haut et en dehors.
Le muscle dentelé postérieur et inférieur est réuni par une aponévrose au muscle dentelé postérieur et supérieur. Ensemble, ils forment un pont au-dessus des muscles érecteurs du rachis.

## Insertion
Le muscle dentelé postérieur et inférieur se termine sur les bords inférieurs et sur les faces latérales des quatre dernières côtes.

## Innervation
Le muscle dentelé postérieur et inférieur est innervé par les neuvième, dixième et onzième nerfs intercostaux, et le nerf subcostal, issus des branches ventrales des nerfs spinaux (T9-T12) en provenance de la moelle spinale.

## Action
Le dentelé postérieur et inférieur a un rôle de muscle expirateur accessoire en abaissant les arcs costaux. Il ne participe aux mouvements ventilatoires qu'en cas de besoin ventilatoire important (efforts physiques essentiellement).